# 陝州直隸州
陝州直隸州，清朝时设置的直隶州。

陕州在河南省的位置（1820年）

雍正二年（1724年），河南府之陝州升為陝州直隸州，河南府之靈寶縣、閿鄉縣二縣來屬，領縣二，雍正十二年（1734年），河南府之盧氏縣來屬，領縣三。1913年，全国废府州厅改县，改为陕县。